# Fitzcarraldo Editions
Fitzcarraldo Editions és una editorial anglesa independent amb seu a Deptford, especialitzada en ficció literària i assaig tant en traducció com en originals en anglès. Fitzcarraldo Editions publica al voltant de vint-i-dos títols a l'any. Quatre dels autors de Fitzcarraldo han guanyat el Premi Nobel de Literatura: Svetlana Aleksiévitx (2015), Olga Tokarczuk (2018), Annie Ernaux (2022) i Jon Fosse (2023).

## Història
Fitzcarraldo Editions es va fundar l'any 2014 quan Jacques Testard va comprar els drets en anglès de l'obra Second-Hand Time de Svetlana Aleksiévitx per 3.500 £ a la Fira del Llibre de Frankfurt. Més endavant, Alexievich va guanyar el Premi Nobel, obtenint una suma de «sis xifres» per a l'editor. El nom prové de la pel·lícula homònima de 1982 de Werner Herzog.
Els llibres estan dissenyats per Ray O'Meara, utilitzant una tipografia serif personalitzada anomenada Fitzcarraldo. Els llibres són coneguts pel seu disseny minimalista, amb títols de ficció desplegant cobertes llises en blau Keim international amb text blanc i no-ficció a la inversa.
Fitzcarraldo Editions publica també l'obra d'Alejandro Zambra, Mathias Énard, Joshua Cohen, Alaa Abd el-Fattah, Fernanda Melchor, Ian Penman, Adania Shibli i Paul B. Preciado, entre altres autories. Juntament amb New Directions Publishing i Giramando Publishing, Fitzcarraldo Editions convoca un premi de novel·la, un guardó biennal per a una obra de ficció literària escrita en anglès. També convoca un premi anual d'assaig, juntament amb Mahler & LeWitt Studios.